# Vindragarlagets hus

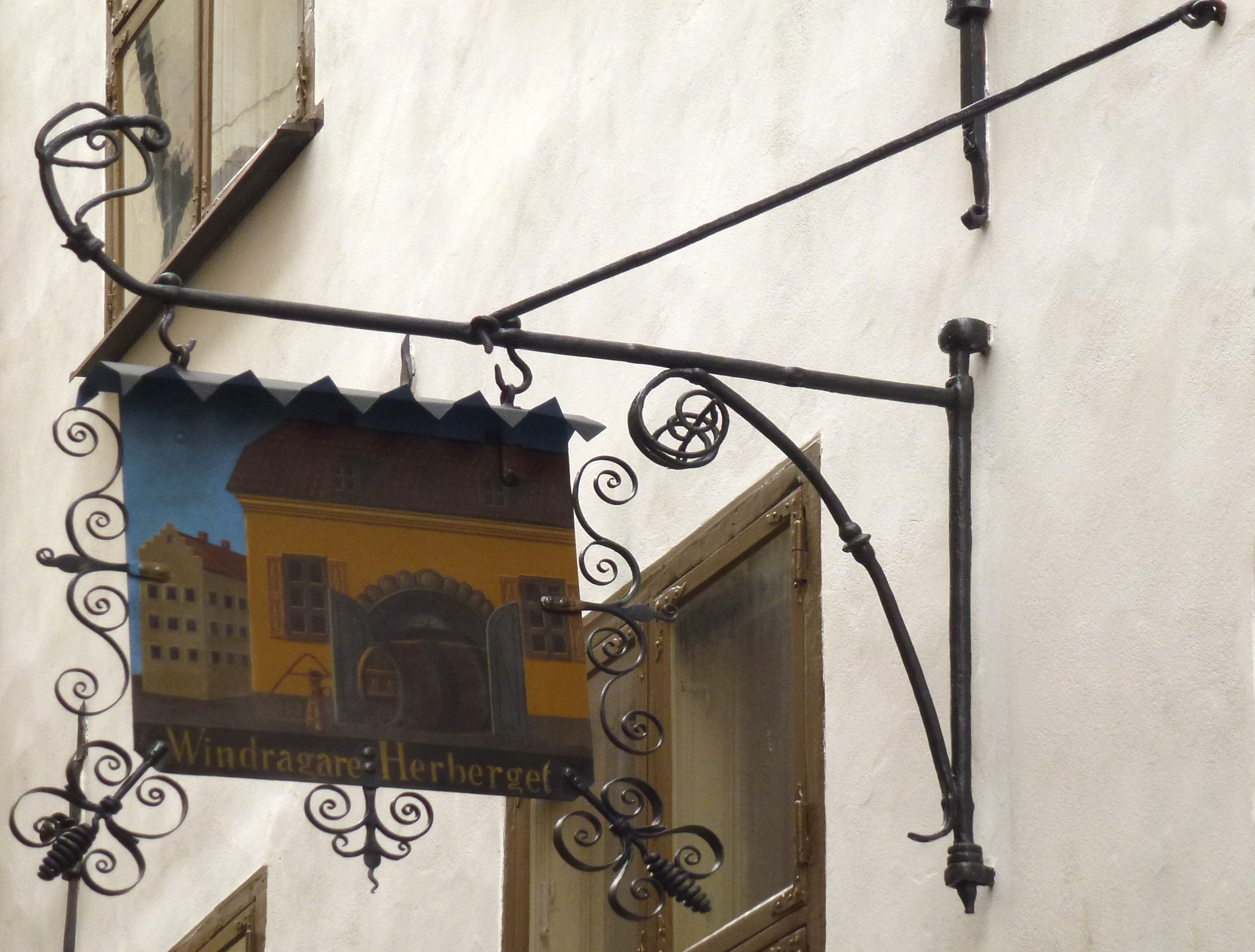
Härbärgets flaggskylt, 2012.

Vindragarlagets hus är en historisk byggnad från slutet av 1500- eller början av 1600-talet, belägen på Stora Hoparegränd 6 i kvarteret Pollux i Gamla stan i Stockholm. Sedan 1992 är huset klassat som statligt byggnadsminne.

## Historik

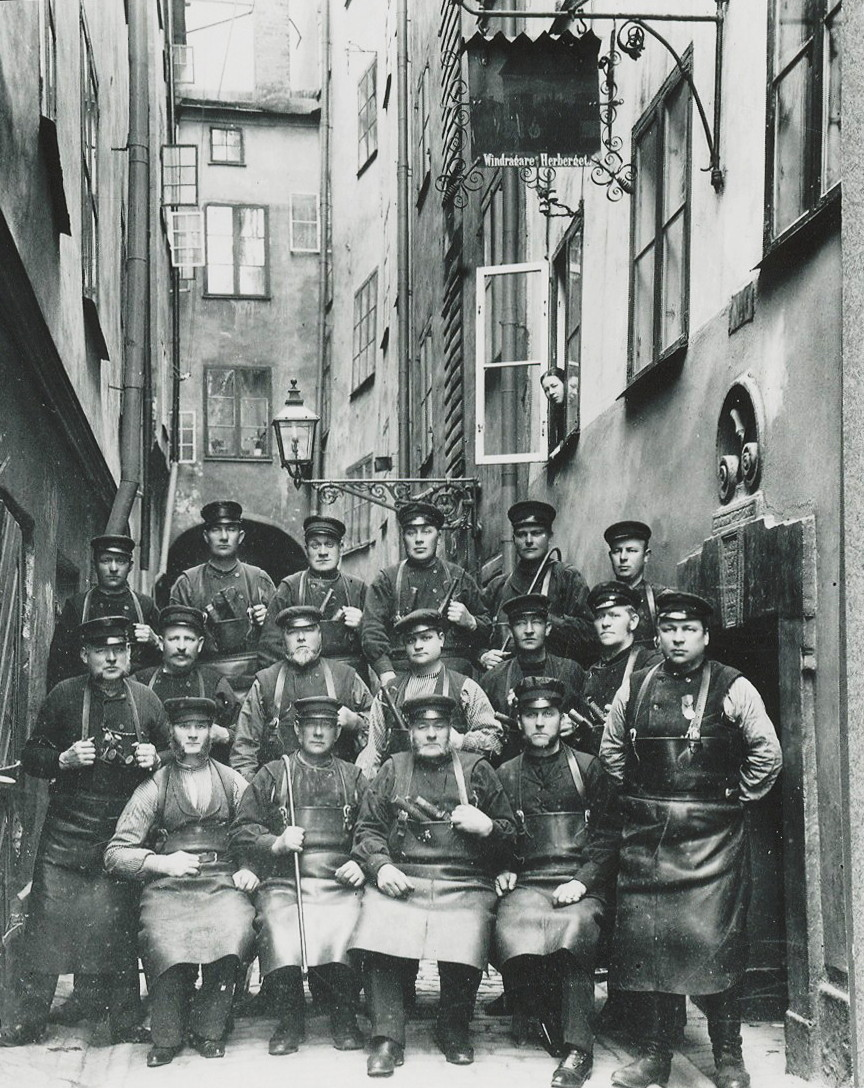
Vindragarlaget innan det upplöstes.

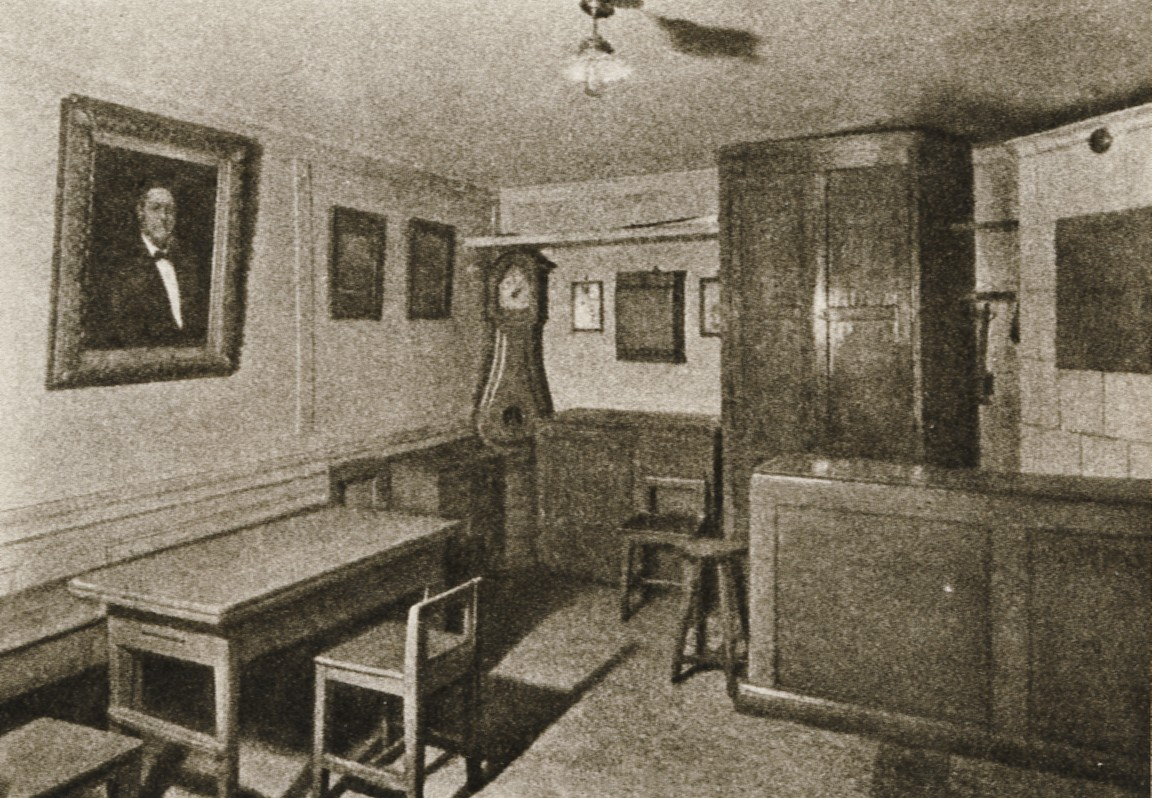
Samlingsrummet cirka 1950

Byggnaden har kvar sitt äldre tomtnummer från 1747 som då var No 85 och står skriven över porten. Det är ett av de få husen i Gamla stan som har kvar siffran enligt 1729 års numrering (se även huset Skeppar Olofs gränd 1 som har sitt gamla husnummer No 176 i behåll). Byggnaden uppfördes tidigast 1585 och senast 1602, ombyggdes cirka 1640 och moderniserades 1747. Huset har kvar Stockholms enda bevarade trappgavel med hissanordning och lastöppning.
Från 1818 till 1930 användes våningen en trappa upp av vindragarlaget som härbärge. Sedan 1820 hade åldermannen sin fasta bostad här och "åldermora" stod för maten till vindragarna. Dragarna kunde när som helst få både öl och brännvin, som inte behövde betalas kontant utan antecknades med streck på en lapp av åldermannen.
På ett fotografi från 1950-talet syns lagets samlingsrum i härbärget. Bakom disken står brännvinsskänken och över bordet hänger ett porträtt av åldermannen Hedström. Denna lokal har bevarats oförändrad och visas av Stockholms stadsmuseum. En flaggskylt i smide med texten Windragare Herberget påminner om den tidigare verksamheten. Vindragarlaget skötte transport och tappning av vin och sprit och var Sveriges sista skråämbete. Reliefen ovanför portalen avbildar vindragarens arbetsredskap, stockkniv och sugare. 
Ett fotografi från 1930 visar de sista vindragarna med förmannen Klas Henning Westerberg längst till höger. Vindragarlaget upplöstes 1930.  Fastigheten inköptes av Samfundet S:t Erik 1923, renoverades 1970 och är sedan 1992 ett statligt byggnadsminne. I samband med skråets 400-årsjubileum år 2006 donerade samfundet huset till Stockholms stad som numera förvaltar det genom AB Stadsholmen. År 2011 renoverades fasaden varvid kulören ändrades från mörkrött till varmvit.

## Bilder

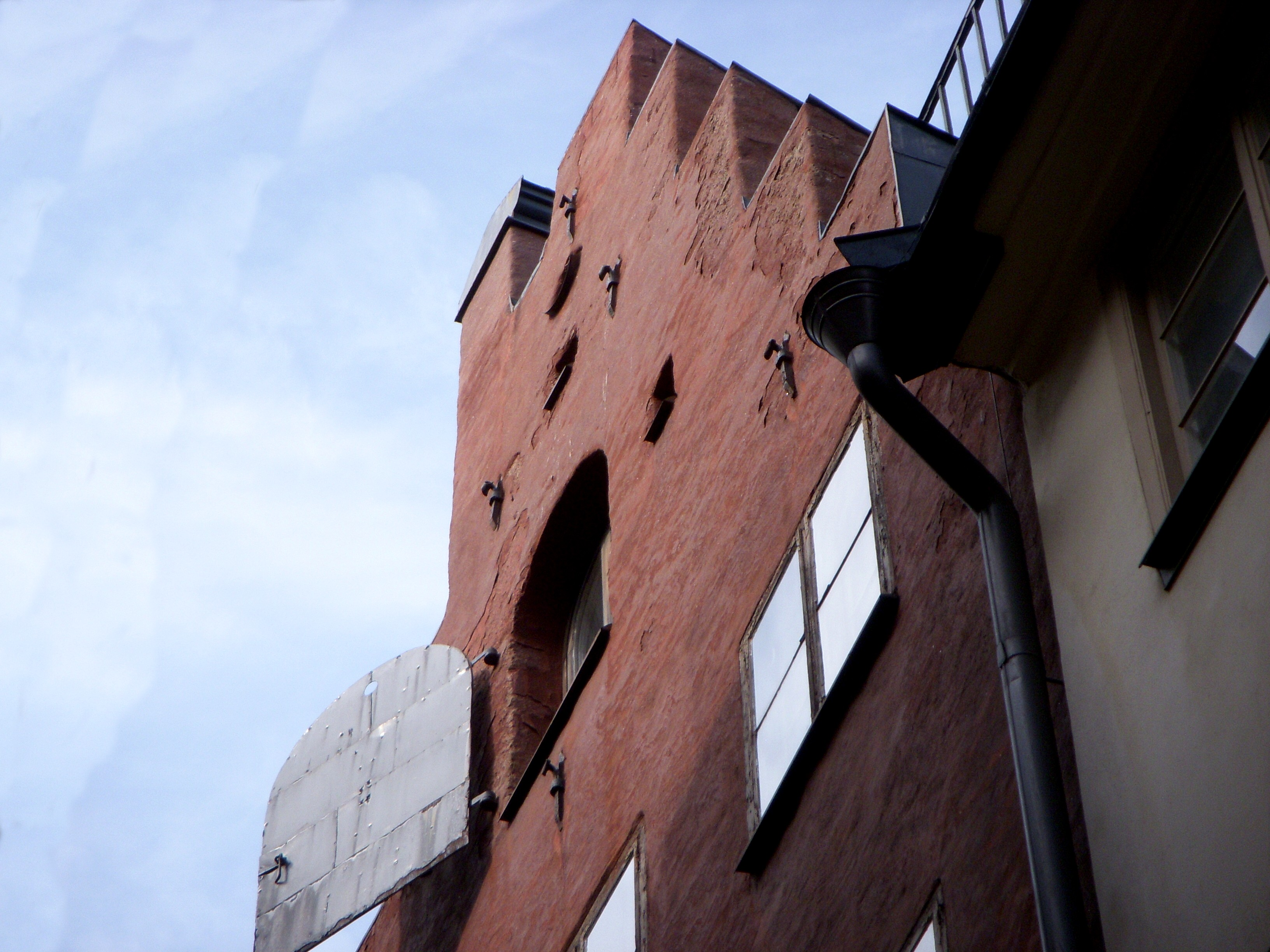
Utmärkande trappgavel.
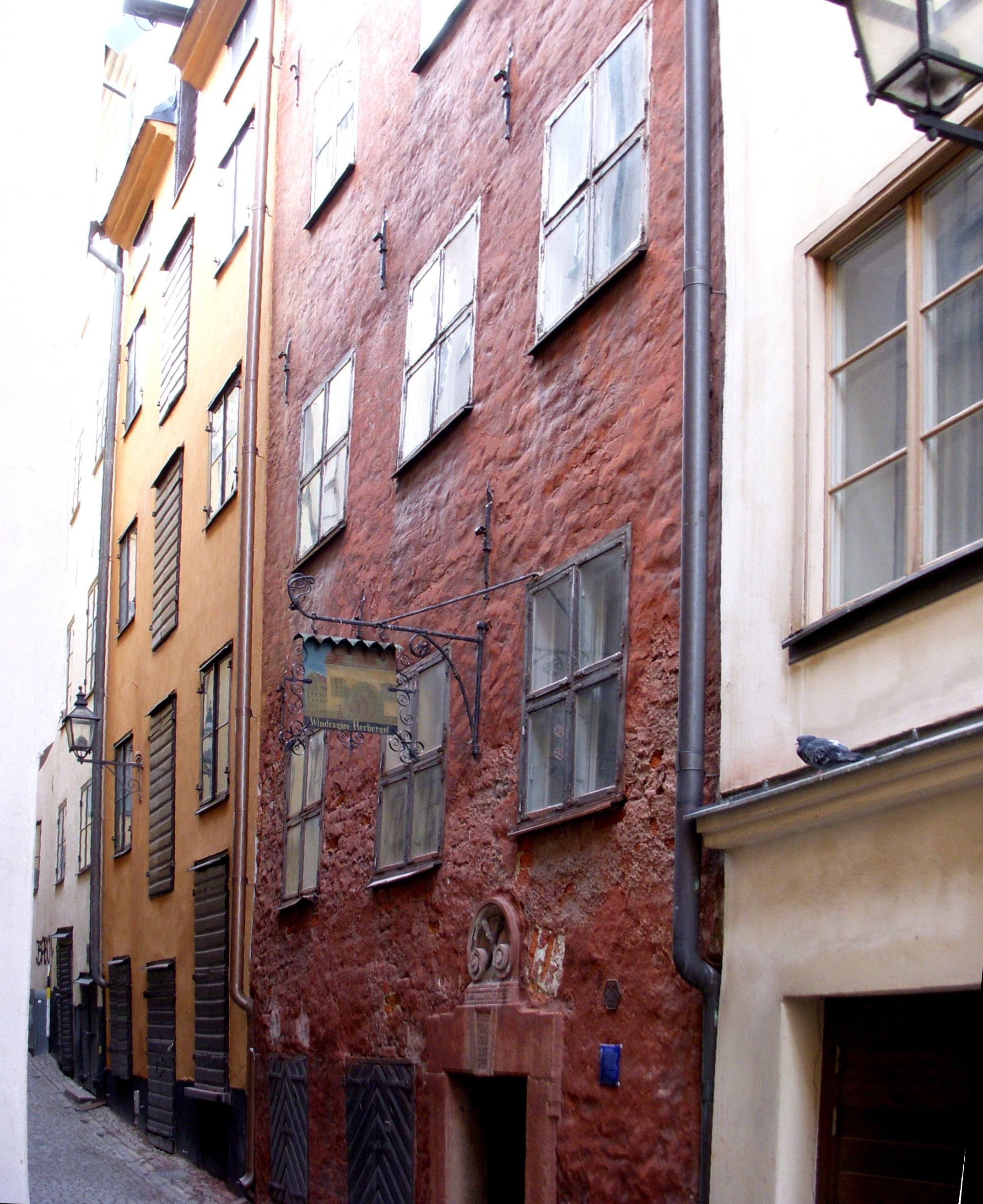
Fasaden 2010.
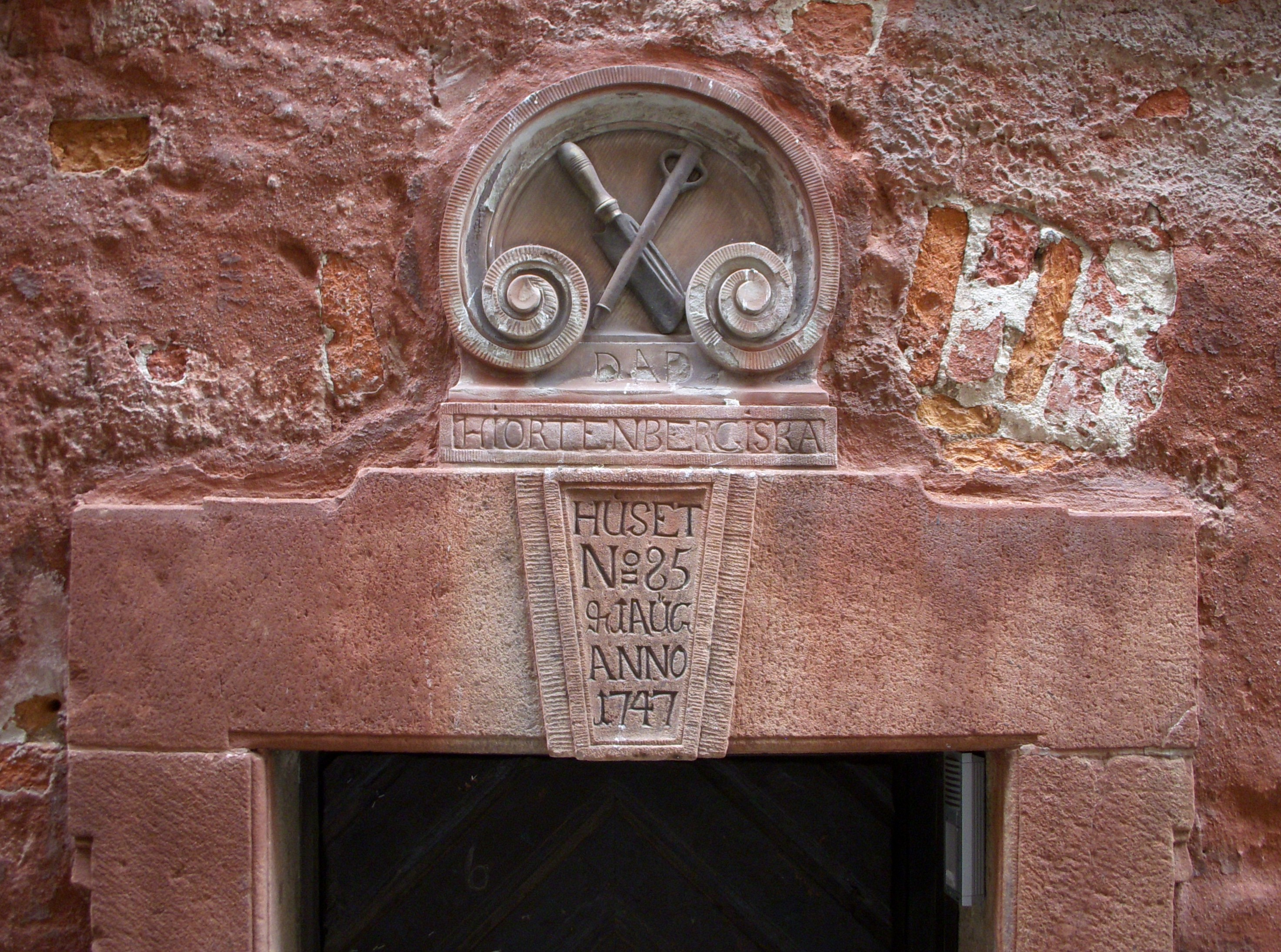
Stockkniv och sugare 2010.
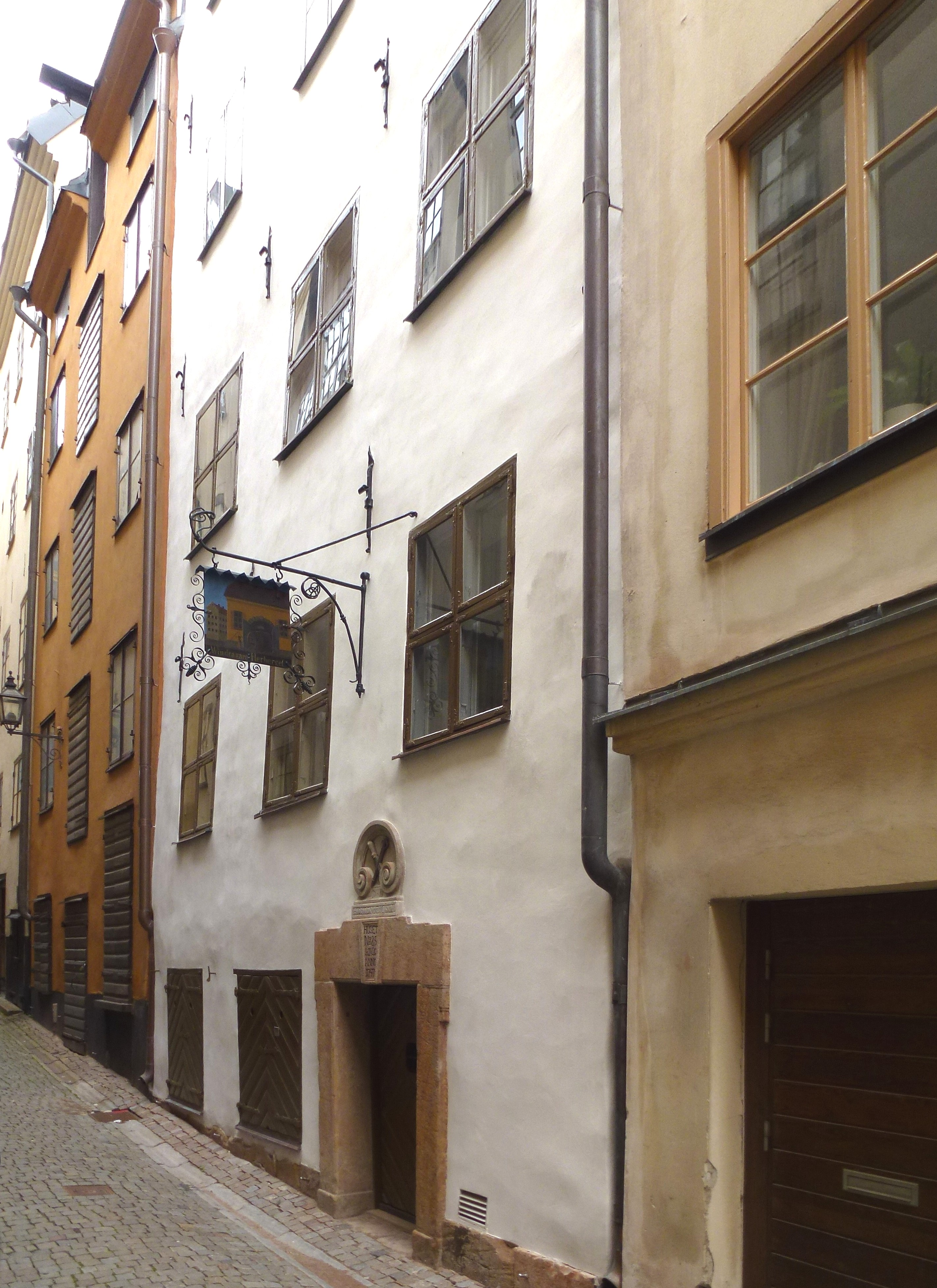
Fasaden 2012.
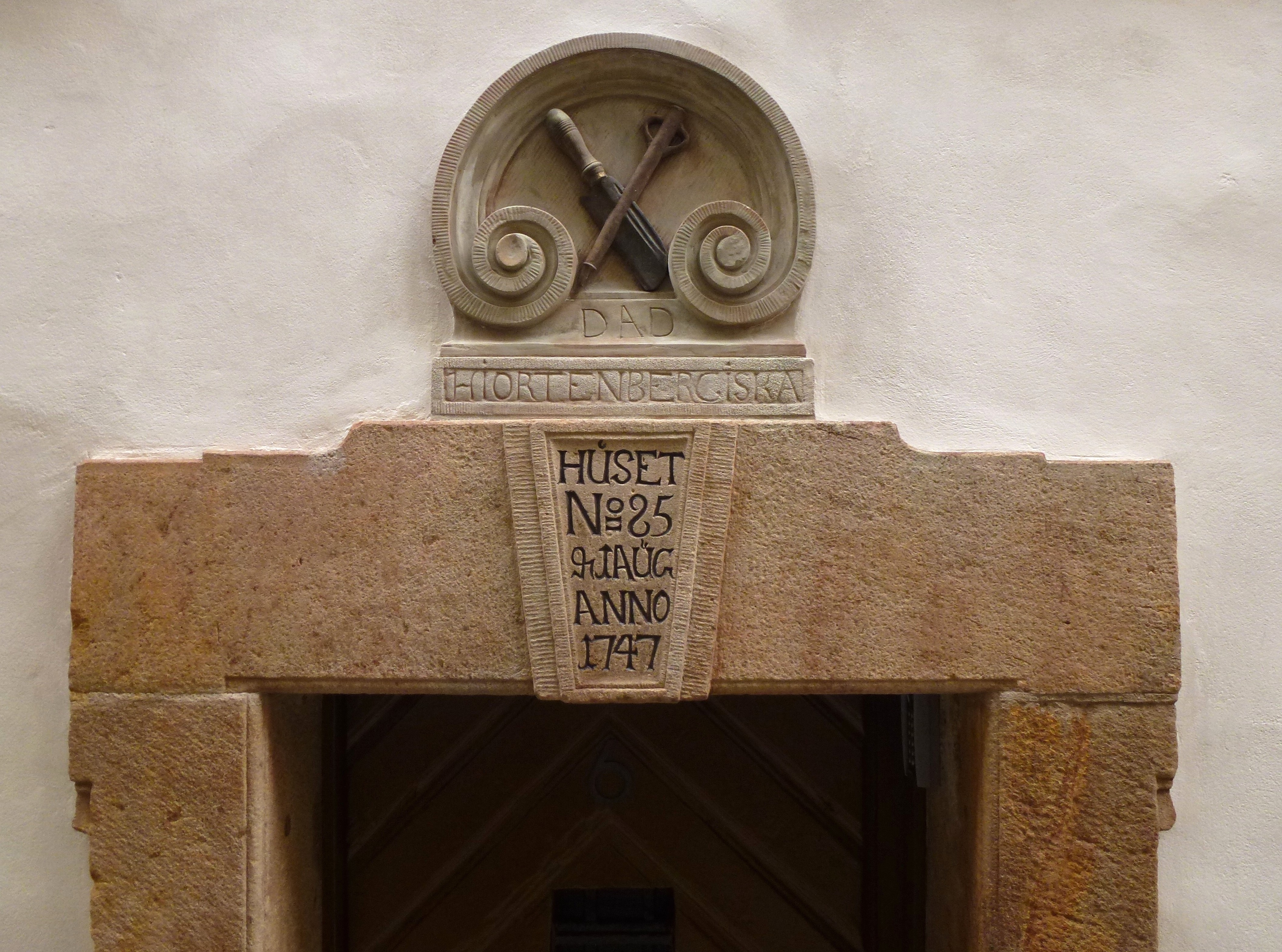
Stockkniv och sugare 2012.